# Żeliszów
Żeliszów (niem. Giersdorf) – wieś w Polsce położona w województwie dolnośląskim, w powiecie bolesławieckim, w gminie Bolesławiec, na Pogórzu Kaczawskim w Sudetach. W latach 1975–1998 miejscowość administracyjnie należała do województwa jeleniogórskiego.

## Demografia
W roku 1848 miejscowość zamieszkiwały 1053 osoby. Ponad 160 lat później Żeliszów liczył tylko 548 mieszkańców (III 2011 r.).

## Zabytki
Na listę zabytków Narodowego Instytutu Dziedzictwa wpisane są:
- kościół parafialny pw. św. Jana Nepomucena z połowy XIV wieku; przebudowywany w 1600 roku oraz w XIX wieku
- cmentarz przy kościele
- ogrodzenie z bramką
- kościół ewangelicki wybudowany w latach 1796-97 na rzadko spotykanym w architekturze sakralnej planie elipsy przez Carla Gottharda Langhansa. Od 1945 nieczynny, zrujnowany. W latach 2014–2019 odbudowany i wyremontowany, służy celom kulturalnym.
- cmentarz ewangelicki (nieczynny) z drugiej połowy XIX wieku
- kaplica
- budynek gospodarczy
- ogrodzenie murowano-drewniane.

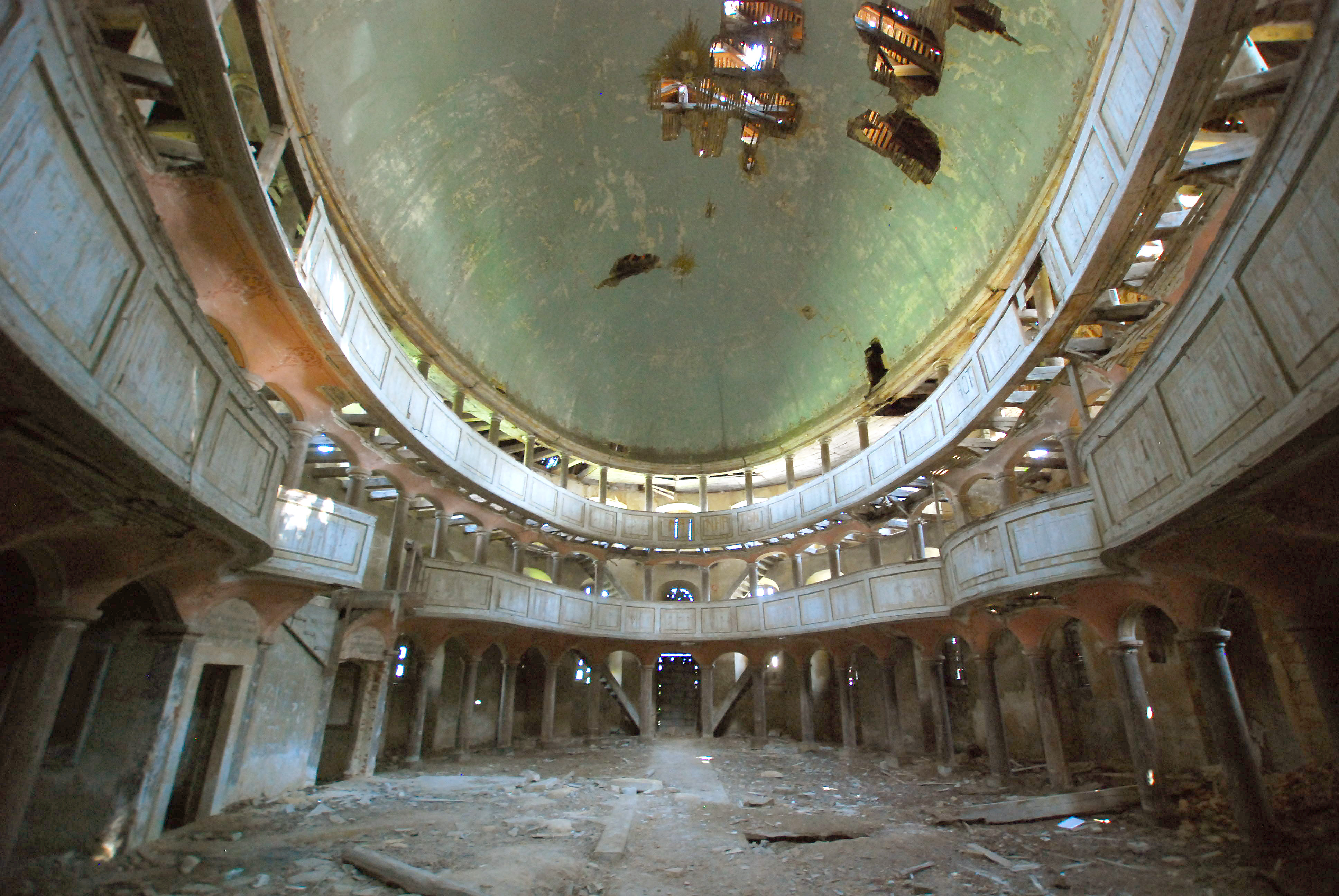
Kościoła przed remontem, 2011
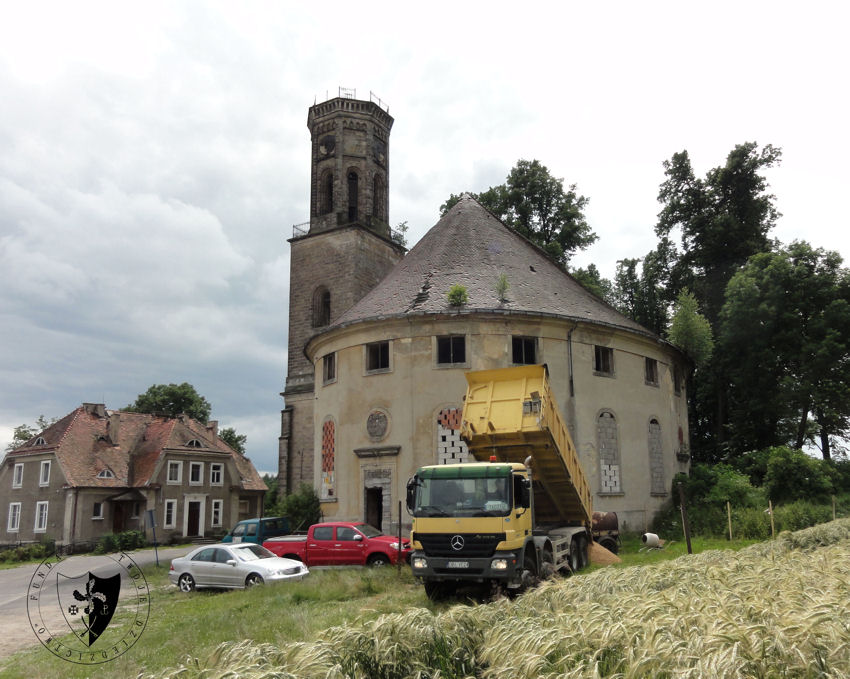
Początek odbudowy – czerwiec 2014
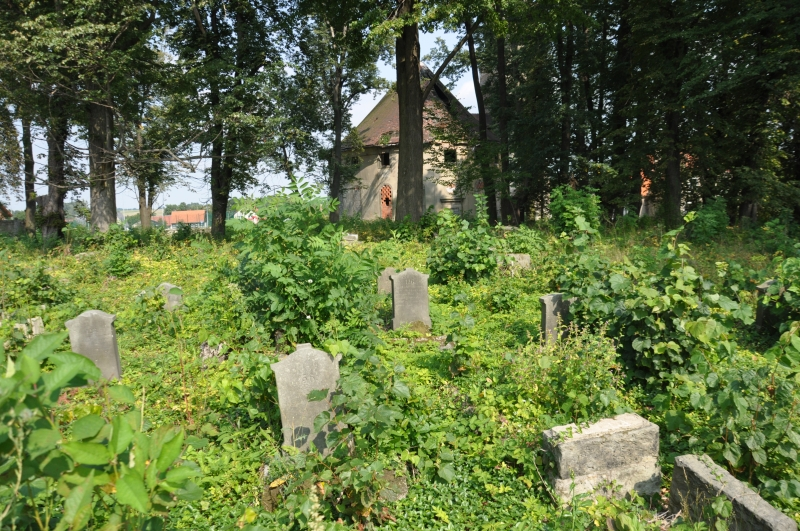
Cmentarz ewangelicki